# Aaron Gate
Aaron Gate (nascido em 26 de novembro de 1990, em Auckland) é um ciclista neozelandês. Ganhou uma medalha de bronze nos Jogos Olímpicos de Verão de 2012, na prova de perseguição por equipes, juntamente com seus compatriotas Sam Bewley, Marc Ryan, Jesse Sergent e Westley Gough.